# Ita Ever
Ita Ever, de son vrai nom Ilse Ever, née le 1er avril 1931 à Paide (République d'Estonie) et morte le 9 août 2023, est une actrice soviétique puis estonienne.

## Biographie
Diplômée de la section estonienne de l'Académie russe des arts du théâtre en 1953, Ita Ever devient actrice du Théâtre dramatique estonien où elle incarnera environ 120 personnages tout au long de sa carrière. Elle a également travaillé à la télévision, au cinéma et dans les spectacles de variété. Les spectateurs soviétiques se souviennent surtout de sa Miss Marple, dans Le Mystère des Merles noirs sorti en 1983.

## Filmographie

### Cinéma
- 1955 : Andruse õnn de Gerbert Rappaport : Reet
- 1957 : Tagahoovis de Viktor Nevezhin : Tatjana Nikolajevna
- 1957 : Juunikuu päevad de Kaljo Kiisk et Viktor Nevezhin
- 1963 : Ühe katuse all d'Igor Yeltsov : Laine Arro
- 1966 : Mis juhtus Andres Lapeteusega? de Grigori Kromanov : Helvi Kaartna
- 1969 : Kevade d'Arvo Kruusement
- 1972 : Vozvrashchenie k zhizni de Vladimir Basov
- 1972 : Väike reekviem suupillile de Veljo Käsper : Professeur
- 1973 : Tuli öös de Valdur Himbek
- 1976 : Minu naine sai vanaemaks de Virve Aruoja : une femme
- 1977 : Vremya shit, vremjya lyubit de Veljo Käsper : mère de Debora
- 1977 : Kunksmoor, court métrage de Heino Pars : Kuksmoor (voix)
- 1977 : Aeg elada, aeg armastada de Veljo Käsper : mère de Debora
- 1978 : Kunksmoor ja kapten Trumm, court métrage de Heino Pars : Kuksmoor (voix)
- 1978 : Reigi õpetaja de Jüri Müür : vieille femme
- 1979 : Külaline, court métrage d'Elo Tust : Perenaine
- 1979 : Kõrboja peremees de Leida Laius : mère d'Eevi
- 1979 : Naine kütab sauna d'Arvo Kruusement : Anu
- 1981 : Nukitsamees de Helle Karis : Metsamoor
- 1982 : Karge meri d'Arvo Kruusement : Toora Jookus / Lööne
- 1983 : Le Mystère des merles de Vadim Derbeniov : Miss Marple
- 1984 : Naksitrallid, court métrage d'Avo Paistik (voix)
- 1985 : Kaks paari ja üksindus de Tõnis Kask
- 1987 : Naksitrallid II, court métrage d'Avo Paistik (voix)
- 1989 : Varastatud kohtumine de Leida Laius : Docteur
- 1989 : Doktor Stockmann de Mikk Mikiver
- 1990 : L'Automne (Sügis) d'Arvo Kruusement : Mamma Kiir aka Katarina Rosalie
- 1990 : Regina de Kaljo Kiisk : Gerta
- 1992 : Luukas de Tõnu Virve : Lisbet
- 1996 : Letters from the East d'Andrew Grieve : vieille femme
- 2003 : Yantarnye krylya d'Andrey Razenkov : Marta
- 2005 : The Undertaker, court métrage d'Annaleena Piel Linna : Mme Elfriede
- 2005 : Kõrini! de Peeter Simm : mère
- 2006 : Vana daami visiit de Roman Baskin : Claire Zachanassian
- 2006 : Vedma d'Oleg Fesenko : vieille femme
- 2012 : Une estonienne à Paris d'Ilmar Raag
- 2013 : Elavad pildid de Hardi Volmer : Helmi

### Télévision
- 1981 : Kõige suurem sõber (série télévisée)
- 1983 : Püha Susanna ehk meistrite kool d'Ago-Endrik Kerge : Linda Suur / Püha Susanna
- 1987 : Tants aurukatla ümber de Peeter Simm
- 1988 : Gosudarstvennaya granitsa: Solyonyy veter de Gennadiy Ivanov : Linda
- 1995 : Nadja - Heimkehr in die Fremde de Thorsten Näter
- 1996 : V.E.R.I. (série télévisée)
- 2000 : Armuke de Mart Kivastik
- 2006-2011 : Kelgukoerad (série télévisée) : Elviira (129 épisodes)

## Distinctions
- Ordre de l'Étoile blanche d'Estonie de 3e classe, 2001
- Prix des nuits noires, 2016